# Oscarverleihung 1978
Übersicht aller ausgezeichneten Filme

◄◄ | ◄ | 1974 | 1975 | 1976 | 1977 | Oscarverleihung 1978 | 1979 | 1980 | 1981 | 1982 | ► | ►►

Weitere Ereignisse
Die Oscarverleihung 1978 fand am 3. April 1978 im Dorothy Chandler Pavilion in Los Angeles statt. Es waren die 50th Annual Academy Awards. Im Jahr der Auszeichnung werden immer Filme des vergangenen Jahres ausgezeichnet, in diesem Fall also die Filme des Jahres 1977.
| Film                                        | N  | A |
| ------------------------------------------- | -- | - |
| Am Wendepunkt                               | 11 | 0 |
| Julia                                       | 11 | 3 |
| Krieg der Sterne                            | 10 | 6 |
| Unheimliche Begegnung der dritten Art       | 8  | 1 |
| Der Stadtneurotiker                         | 5  | 4 |
| Der Untermieter                             | 5  | 1 |
| Equus – Blinde Pferde                       | 3  | 0 |
| James Bond 007 – Der Spion, der mich liebte | 3  | 0 |
| Auf der Suche nach Mr. Goodbar              | 2  | 0 |
| Ein besonderer Tag                          | 2  | 0 |
| Cinderellas silberner Schuh                 | 2  | 0 |
| Dieses obskure Objekt der Begierde          | 2  | 0 |
| Elliot, das Schmunzelmonster                | 2  | 0 |
| Das Lächeln einer Sommernacht               | 2  | 1 |
| Verschollen im Bermuda-Dreieck              | 2  | 0 |

## Moderation
Bob Hope führte zum 19. und letzten Mal als Moderator (zum 13. Mal allein) durch die Oscarverleihung. 

## Gewinner und Nominierungen

### Bester Film
präsentiert von Jack Nicholson
Der Stadtneurotiker (Annie Hall) – Charles H. Joffe
Am Wendepunkt (The Turning Point) – Arthur Laurents, Herbert Ross
Julia – Richard Roth
Krieg der Sterne (Star Wars) – Gary Kurtz
Der Untermieter (The Goodbye Girl) – Ray Stark

### Beste Regie
präsentiert von Cicely Tyson und King Vidor
Woody Allen – Der Stadtneurotiker (Annie Hall)
George Lucas – Krieg der Sterne (Star Wars)
Herbert Ross – Am Wendepunkt (The Turning Point)
Steven Spielberg – Unheimliche Begegnung der dritten Art (Close Encounters of the Third Kind)
Fred Zinnemann – Julia

### Bester Hauptdarsteller
präsentiert von Sylvester Stallone
Richard Dreyfuss – Der Untermieter (The Goodbye Girl)
Woody Allen – Der Stadtneurotiker (Annie Hall)
Richard Burton – Equus – Blinde Pferde (Equus)
Marcello Mastroianni – Ein besonderer Tag (Una giornata particolare)
John Travolta – Saturday Night Fever

### Beste Hauptdarstellerin
präsentiert von Janet Gaynor und Walter Matthau
Diane Keaton – Der Stadtneurotiker (Annie Hall)
Anne Bancroft – Am Wendepunkt (The Turning Point)
Jane Fonda – Julia
Shirley MacLaine – Am Wendepunkt (The Turning Point)
Marsha Mason – Der Untermieter (The Goodbye Girl)

### Bester Nebendarsteller
präsentiert von Michael Caine und Maggie Smith
Jason Robards – Julia
Mikhail Baryshnikov – Am Wendepunkt (The Turning Point)
Peter Firth – Equus – Blinde Pferde (Equus)
Alec Guinness – Krieg der Sterne (Star Wars)
Maximilian Schell – Julia

### Beste Nebendarstellerin
präsentiert von John Travolta
Vanessa Redgrave – Julia
Leslie Browne – Am Wendepunkt (The Turning Point)
Quinn Cummings – Der Untermieter (The Goodbye Girl)
Melinda Dillon – Unheimliche Begegnung der dritten Art (Close Encounters of the Third Kind)
Tuesday Weld – Auf der Suche nach Mr. Goodbar (Looking for Mr. Goodbar)

### Bestes Originaldrehbuch
präsentiert von Paddy Chayefsky
Woody Allen, Marshall Brickman – Der Stadtneurotiker (Annie Hall)
Robert Benton – Die Katze kennt den Mörder (The Late Show)
Arthur Laurents – Am Wendepunkt (The Turning Point)
George Lucas – Krieg der Sterne (Star Wars)
Neil Simon – Der Untermieter (The Goodbye Girl)

### Bestes adaptiertes Drehbuch
präsentiert von Paddy Chayefsky
Alvin Sargent – Julia
Luis Buñuel, Jean-Claude Carrière – Dieses obskure Objekt der Begierde (Cet obscur objet du désir)
Lewis John Carlino, Gavin Lambert – Ich hab’ dir nie einen Rosengarten versprochen (I Never Promised You a Rose Garden)
Larry Gelbart – Oh Gott … (Oh, God!)
Peter Shaffer – Equus – Blinde Pferde (Equus)

### Beste Kamera
präsentiert von Goldie Hawn und Jon Voight
Vilmos Zsigmond – Unheimliche Begegnung der dritten Art (Close Encounters of the Third Kind)
William A. Fraker – Auf der Suche nach Mr. Goodbar (Looking for Mr. Goodbar)
Fred J. Koenekamp – Inseln im Strom (Islands in the Stream)
Douglas Slocombe – Julia
Robert Surtees – Am Wendepunkt (The Turning Point)

### Bestes Szenenbild
präsentiert von Greer Garson und Henry Winkler
Jonathan Barry, Roger Christian, Leslie Dilley, Norman Reynolds – Krieg der Sterne (Star Wars)
Phil Abramson, Joe Alves, Daniel A. Lomino – Unheimliche Begegnung der dritten Art (Close Encounters of the Third Kind)
Ken Adam, Peter Lamont, Hugh Scaife – James Bond 007 – Der Spion, der mich liebte (The Spy Who Loved Me)
Albert Brenner, Marvin March – Am Wendepunkt (The Turning Point)
Mickey S. Michaels, George C. Webb – Verschollen im Bermuda-Dreieck (Airport '77)

### Bestes Kostümdesign
präsentiert von Natalie Wood
John Mollo – Krieg der Sterne (Star Wars)
Edith Head, Burton Miller – Verschollen im Bermuda-Dreieck (Airport '77)
Florence Klotz – Das Lächeln einer Sommernacht (A Little Night Music)
Irene Sharaff – Jenseits von Mitternacht (The Other Side of Midnight)
Anthea Sylbert – Julia

### Beste Filmmusik (Original Score)
präsentiert von Johnny Green, Henry Mancini, Olivia Newton-John
John Williams – Krieg der Sterne (Star Wars)
Georges Delerue – Julia
Marvin Hamlisch – James Bond 007 – Der Spion, der mich liebte (The Spy Who Loved Me)
Maurice Jarre – Mohammed – Der Gesandte Gottes (The Message)
John Williams – Unheimliche Begegnung der dritten Art (Close Encounters of the Third Kind)

### Beste Filmmusik (Original Song Score)
präsentiert von Johnny Green, Henry Mancini, Olivia Newton-John
Jonathan Tunick – Das Lächeln einer Sommernacht (A Little Night Music)
Joel Hirschhorn, Al Kasha, Irwin Kostal – Elliot, das Schmunzelmonster (Pete’s Dragon)
Angela Morley, Richard M. Sherman, Robert B. Sherman – Cinderellas silberner Schuh (The Slipper and the Rose)

### Bester Song
präsentiert von Fred Astaire
„You Light Up My Life“ aus Stern meines Lebens (You Light Up My Life) – Joseph Brooks
„Candle on the Water“ aus Elliot, das Schmunzelmonster (Pete’s Dragon) – Joel Hirschhorn, Al Kasha
„Nobody Does It Better“ aus James Bond 007 – Der Spion, der mich liebte (The Spy Who Loved Me) – Marvin Hamlisch, Carole Bayer Sager
„The Slipper and the Rose Waltz (He Danced with Me/She Danced with Me)“ aus Cinderellas silberner Schuh (The Slipper and the Rose) – Richard M. Sherman, Robert B. Sherman
„Someone’s Waiting for You“ aus Bernard und Bianca – Die Mäusepolizei (The Rescuers) – Carol Connors, Sammy Fain, Ayn Robbins

### Bester Schnitt
präsentiert von Farrah Fawcett und Marcello Mastroianni
Richard Chew, Paul Hirsch, Marcia Lucas – Krieg der Sterne (Star Wars)
Marcel Durham, Walter Murch – Julia
Walter Hannemann, Angelo Ross – Ein ausgekochtes Schlitzohr (Smokey and the Bandit)
Michael Kahn – Unheimliche Begegnung der dritten Art (Close Encounters of the Third Kind)
William H. Reynolds – Am Wendepunkt (The Turning Point)

### Bester Ton
präsentiert von William Holden und Barbara Stanwyck
Derek Ball, Don MacDougall, Bob Minkler, Ray West – Krieg der Sterne (Star Wars)
Rick Alexander, Tom Beckert, Walter Goss, Robin Gregory – Die Tiefe (The Deep)
Gene Cantamessa, Robert J. Glass, Robert Knudson, Don MacDougall – Unheimliche Begegnung der dritten Art (Close Encounters of the Third Kind)
Jean-Louis Ducarme, Robert J. Glass, Robert Knudson, Richard Tyler – Atemlos vor Angst (Sorcerer)
Jerry Jost, Theodore Soderberg, Paul Wells, Douglas O. Williams – Am Wendepunkt (The Turning Point)

### Beste visuelle Effekte
präsentiert von Joan Fontaine
Robert Blalack, John Dykstra, Richard Edlund, Grant McCune, John Stears – Krieg der Sterne (Star Wars)
Roy Arbogast, Gregory Jein, Douglas Trumbull, Matthew Yuricich, Richard Yuricich – Unheimliche Begegnung der dritten Art (Close Encounters of the Third Kind)

### Bester animierter Kurzfilm
präsentiert von William Holden und Barbara Stanwyck
Le château de sable – Co Hoedeman
The Bead Game – Ishu Patel
A Doonesbury Special – Faith Hubley, John Hubley, Garry Trudeau
Jimmy the C – Robert Grossman, Jimmy Picker, Craig Whitaker

### Bester Kurzfilm
präsentiert von William Holden und Barbara Stanwyck
I’ll Find a Way – Beverly Shaffer, Yuki Yoshida
Floating Free – Jerry Butts
Ein Kellner wie der Gast ihn liebt (The Absent-Minded Waiter) – William E. McEuen
Notes on the Popular Arts – Saul Bass
Spaceborne – Philip Dauber

### Bester Dokumentarfilm (Kurzfilm)
präsentiert von Kirk Douglas und Raquel Welch
Gravity Is My Enemy – John C. Joseph, Jan Stussy
Agueda Martinez: Our People, Our Country – Moctesuma Esparza
First Edition – Helen Whitney, DeWitt L. Sage junior
Of Time, Tombs and Treasures – James R. Messenger, Paul N. Raimondi
The Shetland Experience – Douglas Gordon

### Bester Dokumentarfilm
präsentiert von Kirk Douglas und Raquel Welch
Die DeBolts und ihre 19 Kinder (Who Are the DeBolts? And Where Did They Get Nineteen Kids?) – John Korty, Warren Lockhart, Dan McCann
The Children of Theatre Street – Robert Dornhelm, Earle Mack
High Grass Circus – Bill Brind, Tony Ianzelo, Torben Schioler
Homage to Chagall: The Colours of Love – Harry Rasky
Union Maids – Jim Klein, Miles Mogulescu, Julia Reichert

### Bester fremdsprachiger Film
präsentiert von Eva Marie Saint und Jack Valenti
Madame Rosa (La vie devant soi), Frankreich – Moshé Mizrahi
Ein besonderer Tag (Una giornata particolare), Italien – Ettore Scola
Dieses obskure Objekt der Begierde (Cet obscur objet du désir), Spanien – Luis Buñuel
Iphigenie (Ifigeneia), Griechenland – Michael Cacoyannis
Operation Thunderbolt (Mivtsa Yonatan), Israel – Menahem Golan

## Ehrenpreise

### Ehrenoscar
präsentiert von Olivia de Havilland
Margaret Booth

### Special Achievement Award
Ben Burtt für die Toneffekte in Krieg der Sterne (Star Wars)
Frank E. Warner für den Tonschnitt in Unheimliche Begegnung der dritten Art (Close Encounters of the Third Kind)

### Irving G. Thalberg Memorial Award
präsentiert von Stanley Kramer
Walter Mirisch

### Jean Hersholt Humanitarian Award
präsentiert von Bette Davis
Charlton Heston

### John A. Bonner Medal of Commendation
Gordon Sawyer, Sidney P. Solow

### Academy Award of Merit
Garrett Brown, Cinema Products Co.

### Scientific and Engineering Award
präsentiert von Billy Dee Williams
Joseph D. Kelley, Emory M. Cohen, Barry K. Henley, Hammond H. Holt, John Agalsoff Sr.
Panavision, Inc.
N. Paul Kenworthy, William R. Latady
John Dykstra, Alvah J. Miller, Jerry Jeffress
Eastman Kodak Co.
Stefan Kudelski

### Technical Achievement Award
präsentiert von Billy Dee Williams
Ernst F. Nettman
Electronic Engineering Co. of California
Bernhard Kuhl, Werner Block
Panavision, Inc.
Piclear, Inc.